# Lèlex (fill de Posidó)
Segons la mitologia grega, Lèlex (en grec antic Λέλεξ) fou un heroi, fill de Posidó i de Líbia, segons s'explica a les llegendes megarenques.
Natural d'Egipte, emigrà a Grècia i esdevingué rei de Mègara. Va tenir un fill, Clesó, les filles del qual, Cleso i Tauròpolis, van recollir el cos d'Ino, quan després d'haver-se suïcidat, el mar va portar el seu cos a les costes de Mègara.